# Естонія (пором)
«Естонія» (попередньо «Viking Sally», «Silja Star», «Wasa King») — естонський пором судноплавної компанії «Estline», був побудований в 1979–1980 рр. в Німеччині на судноверфі «Meyer Werft» в Папенбурзі. Затонув у ніч з 27 вересня на 28 вересня 1994 р. у результаті чого пропали безвісти 757 осіб і загинули 95 осіб з 989 пасажирів і членів екіпажу, котрі знаходилися на поромі. Пором «Естонія» йшов із Таллінна в Стокгольм. Серед пасажирів порома «Естонія» були громадяни Швеції, Швейцарії, Росії, Англії, Німеччини, Естонії та інші. Це найбільша в Європі корабельна трагедія в мирний час.
За своїми наслідками і кількістю жертв її можна порівнювати тільки з найбільшою морською трагедією в історії Естонії, яка сталася 24 серпня 1941р. під час Другої світової війни, коли на виході з Талліннського порту після атаки німецьких літаків отримало пробоїни і затонуло біля острова Пранґлі найбільше судно Естонії пароплав «Естонське узбережжя» («Eestirand»), на якому перед наступаючим німецьким Вермахтом покидало Таллінн кілька тисяч мирного населення під час воєнного часу.

## Історія
Пором був спочатку побудований для компанії «Viking Line» і був названий «Viking Sally». Він повинен був курсувати між Турку, Марієгамн і Стокгольмом.
- У 1986 р. його продали компанії «Silja Line» і перейменували в «Silja Star», залишивши його на колишньому маршруті.
- У 1991 р. поромом стала управляти компанія «Wasa Line», яка повністю перебувала у власності «Silja Line», і пором, тепер під ім'ям «Wasa King», став курсувати між фінським містом Вааса і шведським містом Умео.
- У січні 1993 р. для забезпечення поромного сполучення між Таллінном і Стокгольмом шведська компанія «Nordström & Thulin» і приналежна естонській державі «Estonian Shipping Company» («Естонська судноплавна компанія», скорочено — «ESCO») створили спільне підприємство «Естлайн» («EstLine A/S»), яке набуло пором «Wasa King», перейменувавши його в «Естонія» («Estonia»).

## Хронологія трагедії
- 18:30 — На терміналі Талліннського порту йде посадка пасажирів.
- 19:15 — Пором «Естонія» виходить з порту, небо похмуре, свіжий вітер.
- 20:00 — Пором йде поблизу узбережжя, хвилювання на морі відчутне.
- 21:00 — Починається шторм.
- 23:00 — Пором «Естонія» пройшов 350 км маршруту. Морське хвилювання посилюється.
- 00:30 — Сильно гойдає судно на хвилях (гойдання).
- 00:55 — Замки 50-ти тонної носової апарелі не витримують ударів зустрічної хвилі.
- 01:00 — Швидкість порома 14 вузлів.
- 01:15 — Крен (нахил) 15 градусів на правий бік (борт).
- 01:20 — Крен (нахил) збільшується.
- 01:22 — Крен 60,70,80 градусів збільшується, судно лягає на правий борт.
- 01:35 — Крен 90 градусів, судно лежить на правому борті, на поверхні морської води.
- 01:40 — Пором «Естонія» занурюється в морську воду.
- 01:50 — «Естонія» лягла на дно на глибину 70 метрів.
- 02:00 — Сильний вітер, сила вітру 90 км/год., шторм. Людям не вистачає місця на плотах. Людям тим, кому не вистачило місця — гинуть.
- 02:12 — До місця трагедії порома «Естонія» підходить пасажирський пором «Mariella», з води матроси з труднощами витягають людей. Минуло 50 хвилин з того моменту, коли вахтовий черговий на мостику «Естонія» дає через радіостанцію сигнал лиха «SOS».
- 03:00 — У небі зависають вертольоти. При підніманні людей з води лопаються троси, і люди падають у морську воду. Деякі люди вмирають вже на борту вертольотів від шоку та переохолодження.
- 09:00 — Останні 137 осіб, котрі були врятовані на воді. Пором «Естонія» затонув протягом пів години.

Пором «Естонія» (Estonia) покинув Талліннський порт увечері 27 вересня 1994 р., коли в морі бушував шторм, а швидкість вітру перевищувала 20 метрів на секунду. Опівночі «Естонія» розминулася в морі з поромом Вікінг Лайн «Mariella» (Маріелла), на якому швидкість «Естонії» порахували занадто високою. О пів на другу ночі з судна було відправлено коротке повідомлення про допомогу, незабаром судно пропало з радара «Маріелли». Відправником повідомлення вважають ймовірно другого або четвертого штурмана. З повідомлення стало зрозуміло, що крен судна в той момент дуже небезпечний — 20–30 градусів, і чутно було, що на кораблі увімкнена протитуманна сирена, щоб розбудити пасажирів. Пором затонув між 00:55 і 1:50 (UTC+02). На сучасних навігаційних картах вказано місце загибелі порома як 59°22.907′ пн. ш. 21°40.601′ сх. д. / 59.381783° пн. ш. 21.676683° сх. д. (глибина 83 м).

## Рятувальна операція
На допомогу поспішили ті, хто знаходився в найближчих водах, це пороми ліній «Гельсінкі-Стокгольм»: «Сілья Симфонія», «Silja Europa» (Сілья Європа), «Ізабелла», «Маріелла», німецький пасажирський «Finnjet». Поблизу був ще естонський вантажний корабель, але він продовжив свій шлях на південь. Надалі на місце прибули фінські сторожовики «Tursas» і «Valpas» і тральщик «Uusimaa» зі своїми водолазами. На місці катастрофи був такий сильний шторм, що прибулі перші пороми не змогли врятувати всіх, хто опинився у морській воді. Тих, хто залишилися в живих змушені були збирати з поверхні моря силами нирців берегової охорони і повітряних сил Фінляндії та Швеції, вертольотами рятувального загону Гельсінкі, і вертольотами приватних осіб тільки з настанням ранку.
- Кораблі, що знаходилися на місці, здебільшого «Маріелла», врятували всього 38 осіб.
- Фінські вертольоти, головним чином борт берегової охорони «Super Puma», врятували 49 осіб.
- Шведські вертольоти — 50 осіб.
- Всього над поромом «Естонія» літало 13 шведських, 12 фінських, два данські і один російський вертоліт.

З «Естонії», що нахилялася все більше, не встигли спустити більшість наявних рятувальних шлюпок, але самонадувних гумових плотів на хвилях було безліч. Проблемою було те, що сильний вітер швидко стягував рятувальні плоти з місця трагедії, де плавали в нічних сорочках пасажири. З 989 пасажирів, котрі знаходилися на борту (803 пасажири і 186 членів екіпажу) врятували 137 людей (94 пасажири і 43 члени екіпажу). При цьому пропали безвісти 757 осіб (651 пасажир і 106 членів екіпажу) і були упізнані 95 загиблих (58 пасажирів та 37 членів екіпажу). Серед загиблих опинився популярний естонський співак Урмас Алендер. 852 загиблих (включаючи зниклих) були громадянами 17 держав світу.

## Причини катастрофи

### Офіційна версія
Згідно з офіційним висновком державної естонсько-фінсько-шведської комісії, причиною загибелі порома стали недоліки в конструкції суден типу «ролкери» (також звані «ro-ro»). Як найбільш вірогідна причина загибелі порома були названі його конструктивні недоліки (відрив носового візора) і важкі погодні умови.
19 лютого 2009 уряд Естонії розпустив комісію з розслідування причин трагедії після її четвертого звіту.

### Інші версії
На думку адвоката Геннінга Вітте, котрий представляв інтереси жертв катастрофи:
|  | У поромі «Естонія» є пробоїна від вибуху. |

На думку спеціалістів— вибух стався від вибухівки на основі композиту гексогена. Вибухові пакети були закладені в декількох місцях порома «Естонія» (розслідування німецької журналістки Ютта Рабе, історик Кнут Карлквіст). Згідно з державною позицією Швеції під час слідування порома «Естонія» на маршруті «Таллінн-Стокгольм» (Естонія-Швеція) раптово були відкриті ворота судна «візор» і морська вода почала топити судно через автомобільну палубу (хоча за даними спеціалістів даний пором є класу непотоплюваних, навіть при знаходженні води на автомобільній палубі). Спеціалісти стверджують, що «вушка» з'єднання візора вагою 55 т зрізали шведські військовики на місці катастрофи даного порома, які протягом 7 днів під виглядом пошуку візора на відстані 1,5 км від місця загибелі порома відволікали тим самим увагу журналістів (шведські військовики працювали сумісно з фінськими військовими для симуляції, зображували пошуки візора). Метою був пошук вантажу на поромі «Естонія», що був у нижньому трюмі під автомобільною палубою. В матеріалах міжнародної комісії з розслідування причин катастрофи були усунуті свідчення про пробоїну від диверсійного вибуху. Візор (носові ворота) з порома «Естонія» як цивільного судна знаходяться не в музеї, а на території військової бази ВМС Швеції, куди доступ заборонений для цивільних осіб. Свідки-очевидці (член екіпажу Ельмар Сінін і пасажир Турє Пальмґрен) стверджують, що помітили моторний човен, який відійшов від порома у південно-східний напрямок перед вибухом. Згідно з публічними свідченнями начальника стокгольмської митниці «Фріхамн» — пана Леннарта Хенріксона — на поромі Естонія був військовий вантаж схований в автомобілі «Вольво 745» (авто було зареєстроване на несправжнє ім'я — Франц Ларссон). Вантажем було російське секретне обладнання (упаковані електронні прилади), отримувачем якого мало стати Міністерство оборони Швеції (за даними шведського журналіста Ларса Борґнеса, автора програми «Розслідування»). За офіційною заявою начальника всієї митниці Швеції пана Свена Петера Олссона:
|  | У 1994 р. шведська митниця та Міністерство оборони Швеції уклали контракт, згідно з яким шведські митники не перевіряла вантажі на пасажирському поромі «Естонія» в машинах з купленою у російської армії електронікою. |

Російська журналістка пані Наталія Грачьова надала копію документу «вантажний маніфест» порома «Естонія» від 27 вересня 1994 р. про черговий секретний військовий вантаж (недекларований) під № 12 розташований на вантажному автомобілі «Сканія» (Scania) і оформлений на водія Гунарса Гобінса. Вона дослідила, що відбувалася масштабна спецоперація з вивозу військової техніки для продажу через Прибалтику. Військовики Англії також цікавилися документацією в кейсі російського торговця зброєю Олександра Вороніна, котрий був на поромі «Естонія» під час трагедії в каюті № 6230 (згідно з розслідуванням журналіста Свена Анера). За цими військовими перевезеннями (через які відбулася трагедія на поромі «Естонія») стоїть найбільш секретний відділ «KSI» шведської служби безпеки «МАСТ», що відноситься до Міністерства оборони Швеції. Швеція це робила для США. Через три тижні після трагедії був вбитий колишній митник Талліннської митниці Ігор Кріштопович — працівник приватної естонської охоронної фірми (колишній начальник відділу КДБ Естонії у боротьбі з контрабандою), який мав запис розмови Арво Андерсона капітана порома «Естонія» з одним із організаторів контрабанди. А 12 врятованих осіб після трагедії (члени екіпажу і змінний капітан Аво Піхт), як носії важливих свідчень катастрофи підозріло зникли зі Швеції. Дружина змінного капітана порома «Естонія» пані Сірє Піхт офіційно вказала шведському прем'єр-міністрові Йорану Перссону імена врятованих свідків-очевидців катастрофи, котрі зникли зі шведської території: Аво Піхт (змінний капітан), Віктор Богданов, Каймар Кікас, Агур Таргма, Тийна Мюйр, Лембіт Лейґер, Ганнелі Вейде та Ганніка Вейде (сестри-близнючки, танцюристки порома «Естонія»). Але шведський прем'єр-міністр відмовився надати відповідь. Згідно зі свідченнями прес-секретаря Яна Лінквіста — врятовані 9 осіб з порома «Естонія» та секретний вантаж через стокгольмський аеропорт «Арланда» двома літаками були кудись відправлені без попереднього догляду документів та вантажу митниками.
- У листопаді 1994 р. носовий візор порома «Естонії» було піднято за допомогою дистанційно керованого робота для дослідження. На початку грудня норвезька компанія «Rockwater», що спеціалізується на підводних роботах, досліджувала затонулий корабель згідно з оплаченими послугами шведською державою. У цих діях використовували як базове судно пором «Semi 1», з якого занурення виконували за допомогою водолазного дзвона і спеціальної газової суміші. Головним завданням водолазів було знайти бортовий комп'ютер і доставити його слідчій комісії. Комп'ютер не був знайдений, імовірно його вирвало і змило штормом з вікна, і він загублений десь в донному мулі.

Версія журналістівУ пресі висунули версію, що пором міг піти на дно через спеціально організовані диверсією декілька вибухів на борту і що хтось намагався провезти на ньому контрабандний вантаж або це міг бути вибух радянської військової техніки (після розпаду СРСР військові бази і спецлабораторії спецслужб лишилися безконтрольними у 1990-х роках із їхньою технікою та спецзасобами). Можливість підйому судна державні органи відкинули пізніше, в грудні 1994 р. (тобто підозріло одразу після катастрофи), і вирішили залишити його на місці, підозріло наказавши запечатати бетоном і вирішивши без рішення міжнародного суду виплатити компенсацію потерпілим родинам з державного бюджету Швеції згідно з рішенням Риксдагу. Носію повної інформації про вантажі та пасажирів капітану порома «Естонія» поміняли прізвище й громадянство (мешкає в США). Занурення для огляду останків корабля заборонено, виконання заборони покладено на фінську владу (хоча відомо про нагляд шведських ВПС за місцем катастрофи, щоби ніхто не досліджував причину трагедії порома «Естонія» в обхід державних органів). Підозрілим виявилася і офіційна заява прем'єр-міністра Швеції Карла Більда через 7 годин після катастрофи на поромі «Естонія» без розслідування причини загибелі: «Причина загибелі порома Естонія носить чисто технічний характер». Протягом 3 років комісія розслідування причин загибелі порома «Естонія» не брала до уваги свідчення очевидців — але тільки державну позицію Швеції для висновку в 1997 р. Судно лежить на боці за 35 кілометрів на південний схід від фінського острова Уте за межами фінських територіальних вод на глибині близько 60 метрів.

## Галерея

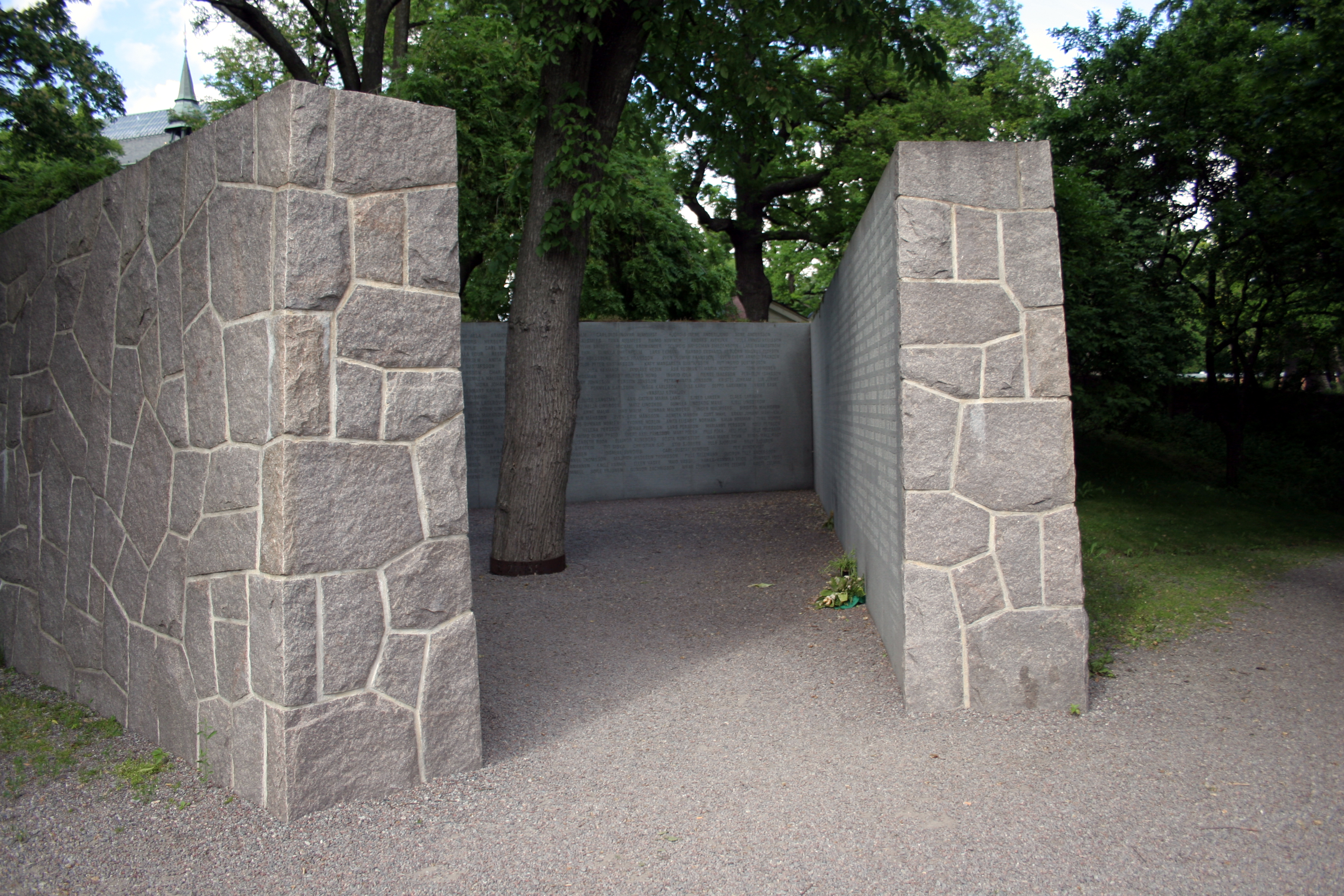
Пам'ятник порома «Естонія» у Стокгольмі
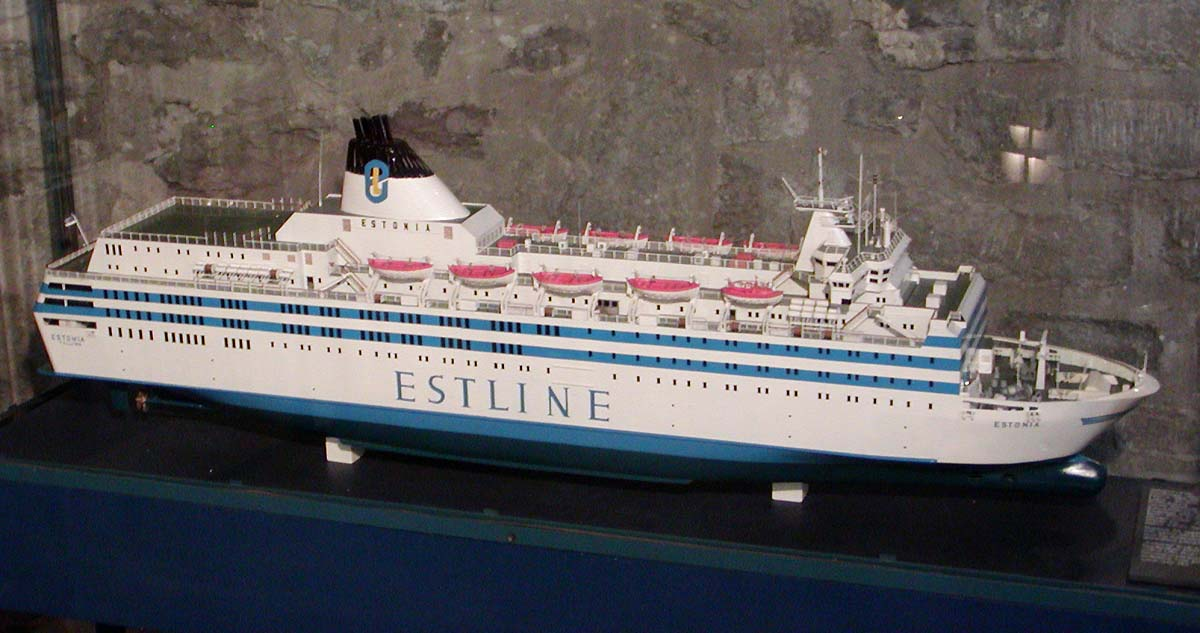
Макет порома «Естонія» в Талліннському морському музеї. Його принесли одразу після трагедії
Порівняння розмірів порома «Естонія»
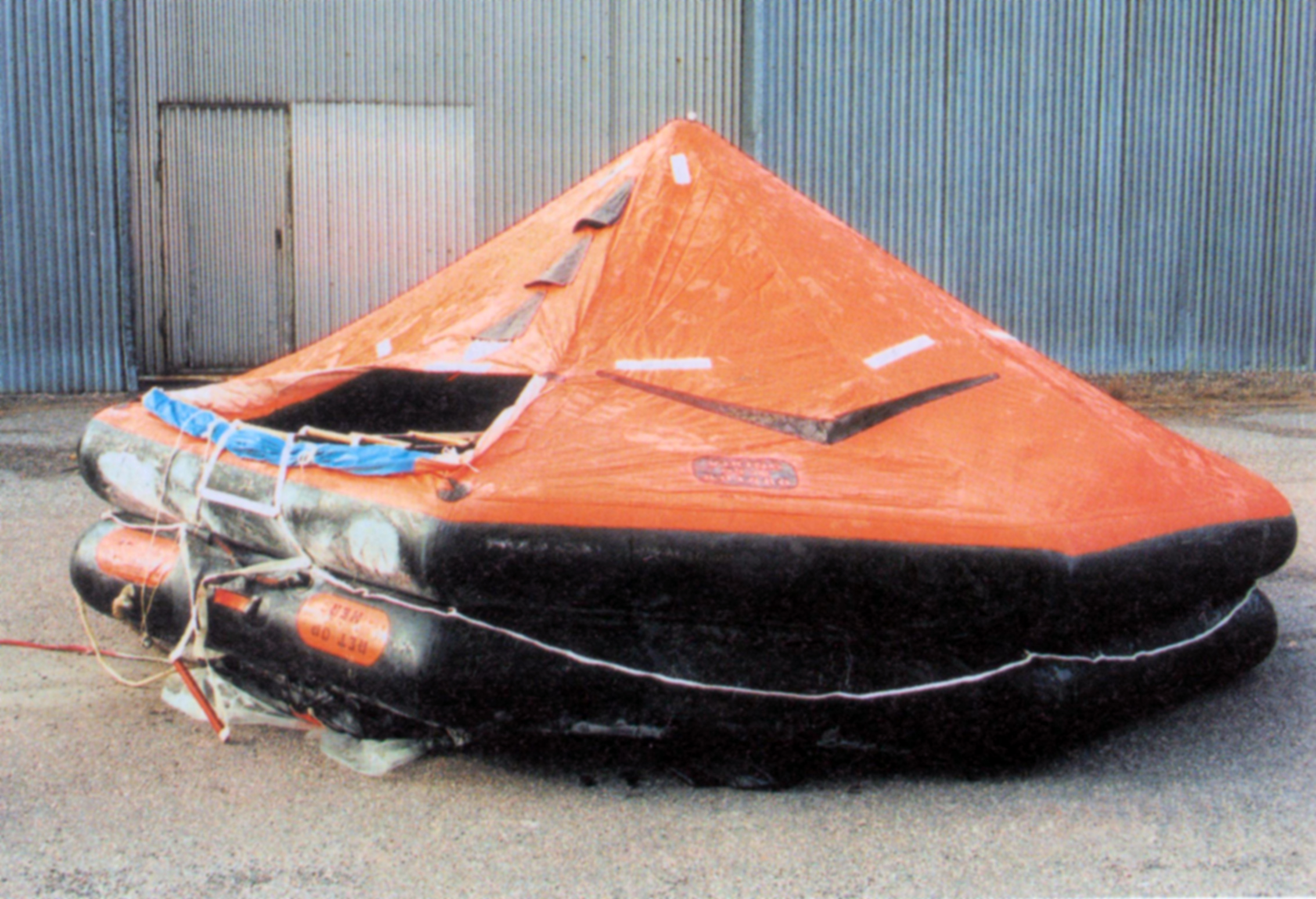
Надувний пліт «MS Естонія» виловлений з моря
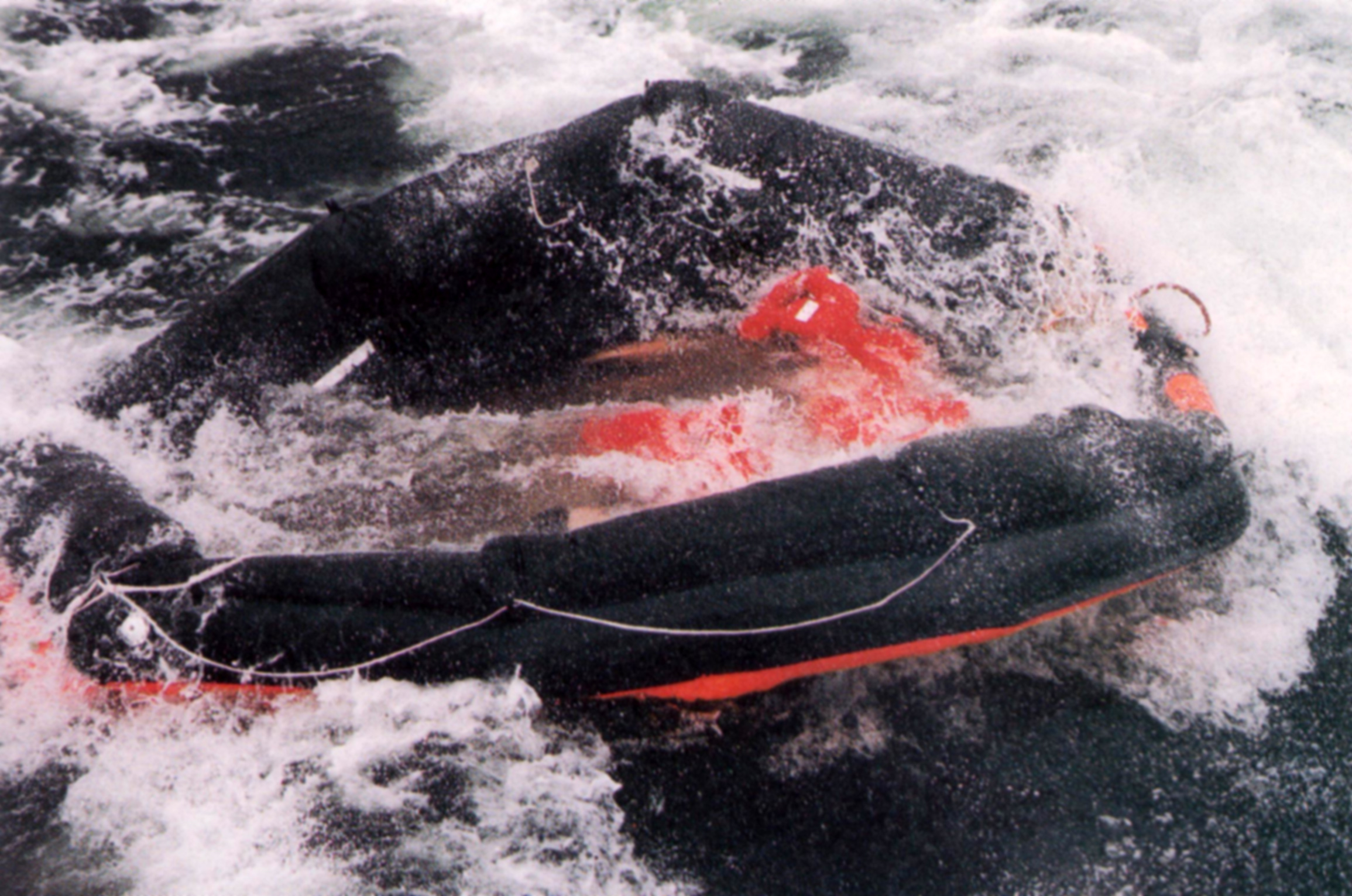
Надувний пліт з порома «Естонія» у день катастрофи
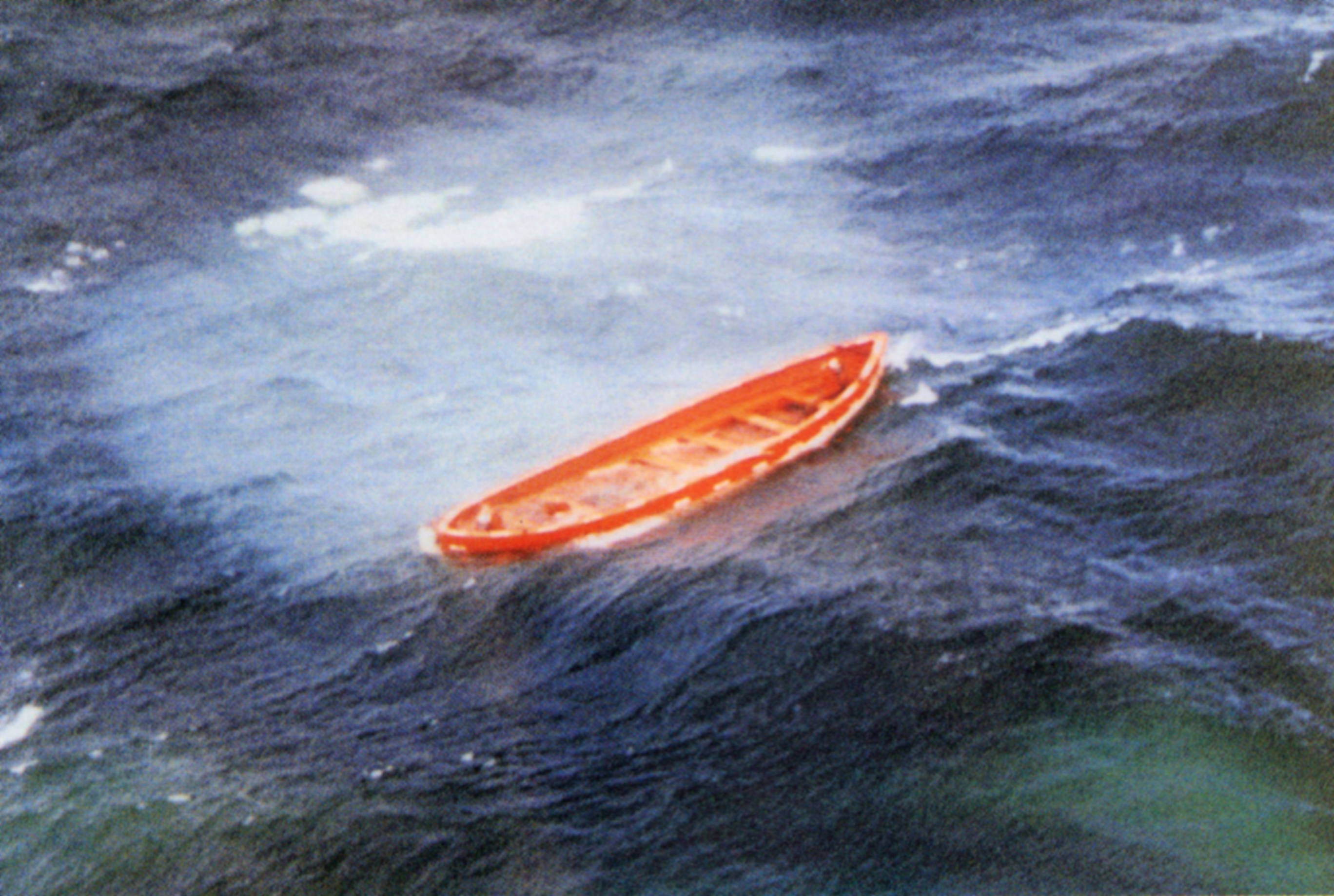
Порожній рятувальний пліт віднайдений під час рятувальних робіт
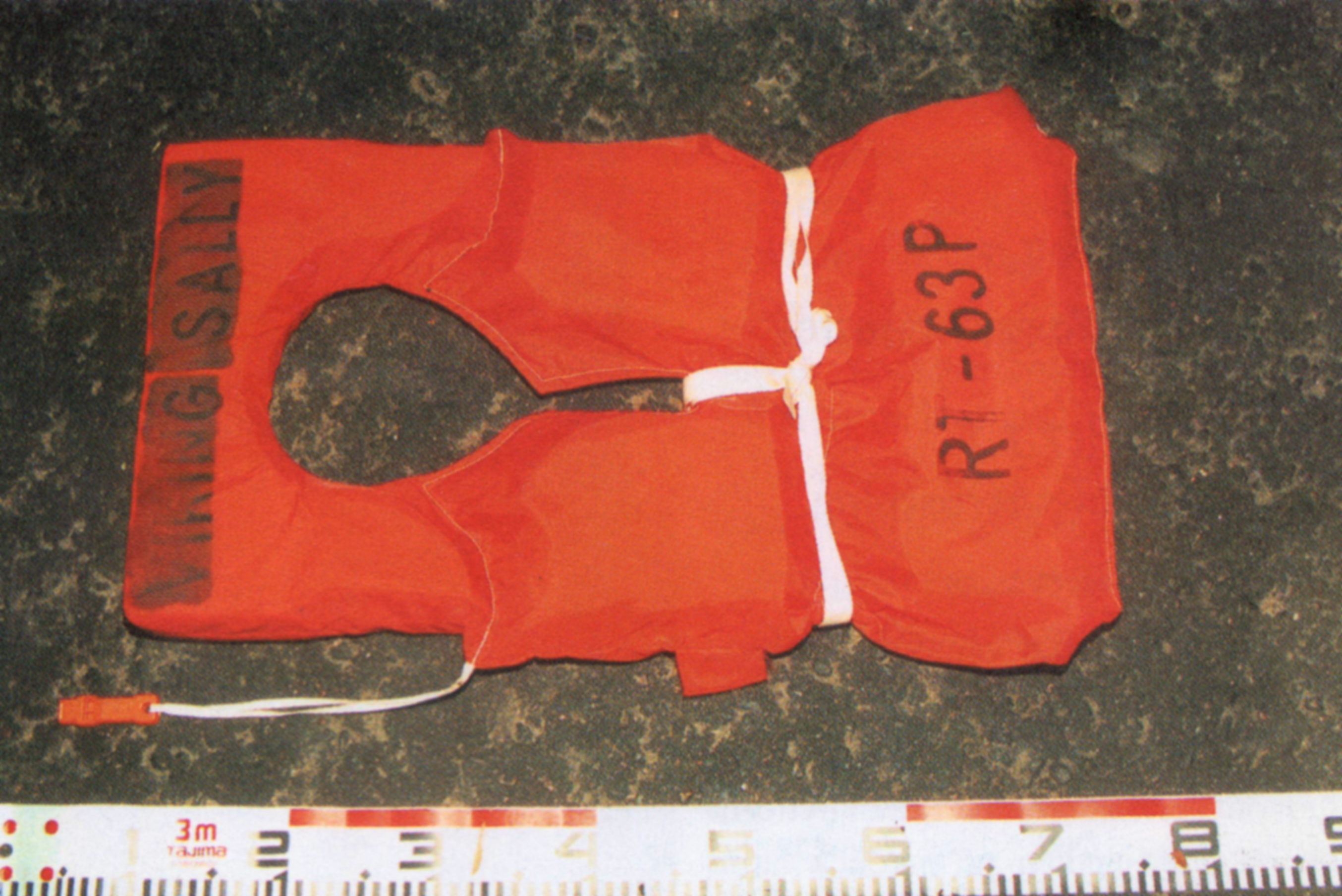
Рятувальний жилет з порома «Естонія» (з іменем першого врятованого власника)
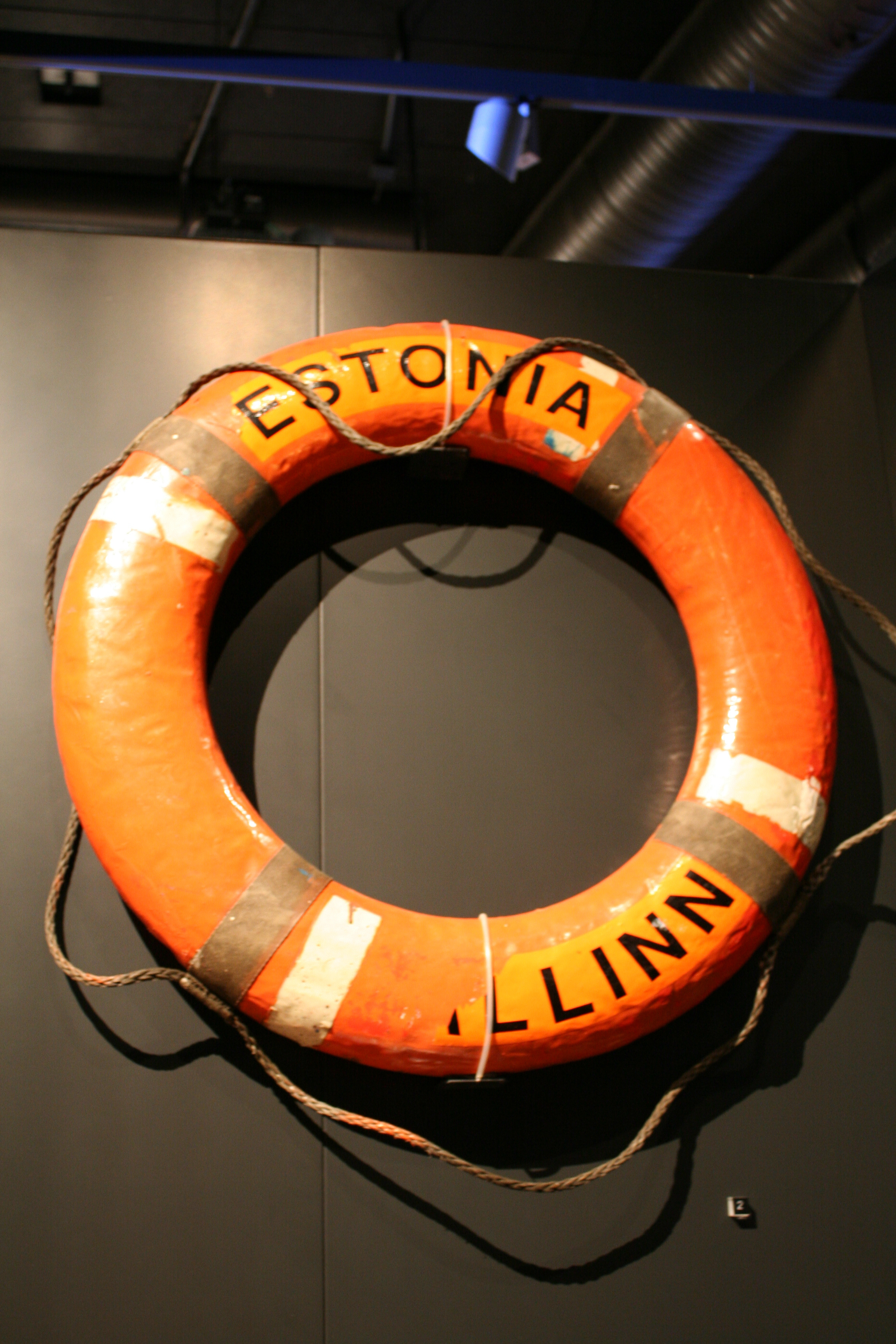
Рятувальне коло «MS Естонії» у Фінському музеї морського живопису в Котці
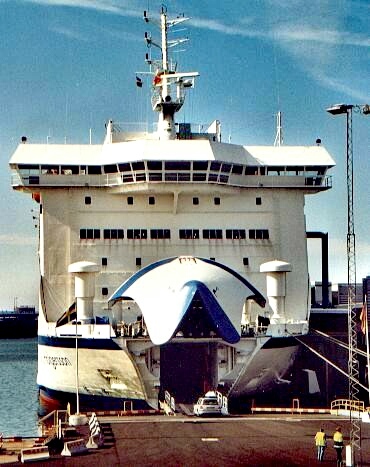
Ро-ро за принципом дії аналогічне візору порома «Естонія» (тільки в поромі «Естонія» — більше)

## Документальне кіно
- Журналистское расследованние, документальній фильм «Загадка гибели парома „Эстония“», режиссер Татьяна Селихова, ТВ канал «Россия 1» [Архівовано 13 березня 2013 у Wayback Machine.] (рос.)
- Тайны века: Кто утопил «Эстонию» — Первый канал, 2006 [Архівовано 13 грудня 2013 у Wayback Machine.] (рос.)
- Гибель парома «Эстония» — Петербург — 5-й канал, 2008 (рос.)
- «The Case Estonia», Juta Rabe